# Puchar Beskidów 1983
Puchar Beskidów 1983 – dwudziesta druga edycja pucharu rozegrana została po dwóch latach przerwy. Odbył się on w dniach 22–23 stycznia w Wiśle. Była to druga edycja nie będąca organizowana przez Międzynarodową Federację Narciarską.
Oba konkursy indywidualne wygrał reprezentant Polski Tadeusz Fijas. W klasyfikacji końcowej turnieju na drugim i trzecim miejscu sklasyfikowani zostali kolejno Norwedzy Tom-Erik Bjerkeengen oraz Jan-Erik Aalbu.

## Terminarz
Na podstawie danych
| Lp. | Data             | Miejscowość | Skocznia | Uwagi | 1. miejsce    | 2. miejsce           | 3. miejsce     |
| --- | ---------------- | ----------- | -------- | ----- | ------------- | -------------------- | -------------- |
| 1.  | 22 stycznia 1983 | Wisła       | Malinka  | –     | Tadeusz Fijas | Tom-Erik Bjerkeengen | Jan-Erik Aalbu |
| 2.  | 23 stycznia 1983 | Wisła       | Malinka  | –     | Tadeusz Fijas | Tom-Erik Bjerkeengen | Jan-Erik Aalbu |

## Klasyfikacja generalna
| Pozycja | Zawodnik             | Reprezentacja | Punkty zdobyte w konkursach | Punkty zdobyte w konkursach | Punkty zdobyte w konkursach | Punkty zdobyte w konkursach | Suma punktów | Strata |
| Pozycja | Zawodnik             | Reprezentacja | 22.01.                      | 22.01.                      | 23.01.                      | 23.01.                      | Suma punktów | Strata |
| ------- | -------------------- | ------------- | --------------------------- | --------------------------- | --------------------------- | --------------------------- | ------------ | ------ |
| 01 !    | Tadeusz Fijas        | Polska        | 237,5                       | 1.                          | 241,7                       | 1.                          | 479,2        | –      |
| 02 !    | Tom-Erik Bjerkeengen | Norwegia      | 227,4                       | 2.                          | 238,9                       | 2.                          | 466,3        | -12,9  |
| 03 !    | Jan-Erik Aalbu       | Norwegia      | 224,5                       | 3.                          | 235,1                       | 3.                          | 459,6        | -19,6  |
| ...     |                      |               |                             |                             |                             |                             |              |        |
| bd.     | Andrzej Kowalski     | Polska        | ?                           | bd.                         | 232,9                       | 4.                          | bd.          | bd.    |
| bd.     | Mirosław Pytel       | Polska        | ?                           | bd.                         | 222,8                       | 5.                          | bd.          | bd.    |
| bd.     | Zbigniew Malik       | Polska        | ?                           | bd.                         | 222,4                       | 6.                          | bd.          | bd.    |
| bd.     | Tadeusz Bafia        | Polska        | ?                           | bd.                         | 221,3                       | 7.                          | bd.          | bd.    |
| bd.     | ? Apułow             | ZSRR          | ?                           | bd.                         | 220,9                       | 8.                          | bd.          | bd.    |
| bd.     | Zenon Węgrzynkiewicz | Polska        | ?                           | bd.                         | 219,6                       | 9.                          | bd.          | bd.    |
| bd.     | Janusz Waluś         | Polska        | ?                           | bd.                         | 214,1                       | 10.                         | bd.          | bd.    |
| bd.     | Tadeusz Tajner       | Polska        | ?                           | bd.                         | ?                           | bd.                         | bd.          | bd.    |
| bd.     | Piotr Fijas          | Polska        | ?                           | bd.                         | ?                           | bd.                         | bd.          | bd.    |